# Ahmad Ujahja
Ahmad Ujahja, arab. ‏أحمد أويحيى‎ (ur. 2 lipca 1952 w Tizi Wuzu) – algierski polityk, sekretarz generalny Zgromadzenia Narodowo-Demokratycznego w latach 1998–2013 i ponownie od 2015, premier Algierii w latach 1995–1998, 2003–2006, 2008–2012 i 2017–2019. 

## Kariera polityczna
Większość jego kariery zawodowej związana jest z algierską dyplomacją. W latach 80. pracował m.in. w misji przy ONZ w Nowym Jorku, zaś na początku lat 90. kierował ambasadą w Mali.
W przerwie między okresami swojego premierostwa był m.in. ministrem sprawiedliwości oraz mediatorem z ramienia OJA w konflikcie między Etiopią a Erytreą.
15 sierpnia 2017 prezydent Abd al-Aziz Buteflika powołał go po raz czwarty na stanowisko premiera, urząd objął oficjalnie następnego dnia. 
Ahmad Ujahja jest żonaty i ma dwoje dzieci.